# Munk (Roman)
Munk ist ein am 18. September 2024 erschienener Roman des deutschen Journalisten und Schriftstellers Jan Weiler. Er basiert auf dem in der Neuen Zürcher Zeitung veröffentlichten Fortsetzungsroman Die Summe aller Frauen.

## Handlung
Protagonist des Buches ist der erfolgreiche, aber allein lebende 51-jährige Architekt Peter Munk. Er trägt den gleichen Namen wie die Hauptfigur in Wilhelm Hauffs Märchen Das kalte Herz.
Munk erleidet, nachdem er vermutet seine letzte Lebensgefährtin gesehen zu haben, auf der Rolltreppe eines Kaufhauses in Zürich einen Herzinfarkt, obwohl er gesund lebt und nach ärztlicher Ansicht „sehr gut in Form“ ist.
Nach einem Krankenhausaufenthalt begibt sich Munk in eine medizinische Reha. Die Klinik ist in ein im Schwarzwald gelegenes Fünfsternehotel integriert. Ein Psychotherapeut, dem auffällt, dass Munk keine Partnerin oder Partner hat, gibt ihm die Aufgabe, sich über die Beziehungen seines Lebens Gedanken zu machen und eine Liste mit den für ihn wichtigsten Personen aufzustellen. Dabei steht zunächst das Verhältnis zu seinem Vater, einem erfolgreichen, aber bigotten, herzlosen und dem Nationalsozialismus unkritisch gegenüberstehenden Bauunternehmer, im Mittelpunkt. In seine Aufstellung nimmt er aber schließlich die dreizehn Frauen auf, die er im Laufe seines Lebens geliebt hat.
Sodann werden die Erlebnisse Peter Munks mit diesen Frauen geschildert. Zunächst geht es um seine letzte Beziehung zu einer Frau aus der Werbebranche. Danach werden die Geliebten zeitlich weitgehend chronologisch beschrieben. Es beginnt mit dem ersten Sex im Teenageralter, der ersten richtigen Liebe und einer Kurzbeziehung auf Ibiza. Dann trifft man auf eine sensible Künstlerin und eine naive Frau in Düsseldorf, die Munk jeweils während seiner Ausbildung kennenlernt. Anschließend erscheinen die ersten beiden Frauen, bei denen Munk ernsthaft an eine dauerhafte Bindung dachte, sowie eine Praktikantin seines Architekturbüros und eine Frau aus Kalifornien, die nur während eines Kongresses eine Verbindung mit ihm unterhielt. Schließlich werden die Beziehungen Munks zu einer reichen Frau, einer geschiedenen Frau mit zwei Söhnen und einer Architekturinfluencerin beschrieben. Munk erkennt, dass letztlich nur eine dieser Frauen für ihn von Bedeutung war; diese zeigt jedoch bei einem Treffen kein Interesse mehr an ihm.
Achtzehn Monate später treffen sich die Frauen in einem Restaurant im Frankfurter Westend und sprechen über Munks inzwischen veröffentlichtes Buch Die Summe aller Frauen, welches dem bisherigen Text des Romans entspricht.